# سیارک ۴۶۸۱
سیارک ۴۶۸۱ (به انگلیسی: 4681 Ermak، نامگذاری:1969TC2) چهار هزار و ششصد و هشتاد و یکمین سیارک کشف شده‌است که در ۸ اکتبر ۱۹۶۹ کشف شد.
قدر مطلق سیارک برابر ۱۱٫۸۰ است.